# Vlad Țepeș (film)
Vlad Țepeș este un film istoric românesc din 1979 regizat de Doru Năstase. Rolurile principale sunt interpretate de actorii Ștefan Sileanu (Vlad Țepeș), Ernest Maftei (Mânzilă) și Emanoil Petruț (armașul Stoica).

## Rezumat
„1456... Oștile Imperiului Otoman în plină expansiune au fost înfrânte de Iancu de Hunedoara la Belgrad. Trei zile mai târziu eroul moare răpus de ciumă în fața cetății eliberate. Profitând de această împrejurare prielnică, Mahomed al II-lea, cuceritorul Constantinopolului, se pregătește să dea Europei lovitura de moarte. Slăbită de luptele pentru tron între urmașii lui Mircea cel Bătrân, de anarhia feudală a marilor boieri, Țara Românească părea o pradă ușoară în calea cuceritorului.”—Începutul filmului

## Distribuție
- Ștefan Sileanu — Vlad Țepeș
- Ernest Maftei — străjerul Mânzilă, omul de încredere al lui Vlad Țepeș
- Emanoil Petruț — armașul Stoica
- Teofil Vâlcu — boierul trădător Albu
- Alexandru Repan — sultanul Mahomed al II-lea
- Constantin Codrescu — grecul Katavolinos, cunoscut ca Iunus Beg, trimisul sultanului
- George Constantin — mitropolitul Munteniei (Ungrovlahiei)
- Constantin Bărbulescu — starostele negustorilor brașoveni
- Ion Marinescu — marele vizir Mahmud Pașa
- Silviu Stănculescu — vistiernicul Sava
- Vasile Cosma — boierul Mogoș
- Petre Simionescu
- György Kovács — Mihai Szilágyi, ban de Macov, căpitan al cetății Belgradului
- Mihai Pălădescu — papa Pius al II-lea
- Petre Gheorghiu-Dolj — boier trădător
- Andrei Bursaci — boierul Rătundu
- Nicolae Mavrodin
- András Csiky — Johannes Reudel, parohul Bisericii Negre, trimisul orașului Brașov (menționat Andrei Csiki)
- Mircea Cosma — vornicul Stan
- Ion Roxin — Radu cel Frumos, fratele lui Vlad Țepeș
- Dan Săndulescu — boier muntean
- Eugen Ungureanu — regele Matias Corvin al Ungariei
- Virgil Popovici
- Zoltán Vadász (menționat Vadasz Zoltan)
- Nae Mazilu — logofăt muntean
- Mircea Anghelescu — pârgar din Brașov
- Ion Jugureanu — Pardoiu
- Iulian Necșulescu — pârgar din Brașov
- Emil Coșeriu — boier muntean
- Constantin Dinulescu — negustorul brașovean Otto
- Sorin Lepa
- Mircea Bașta — Turakan Beg
- Vasile Constantinescu — copistul italian, plastograful scrisorii lui Vlad Țepeș
- Zephi Alșec — înalt demnitar otoman
- Ștefan Radof — negustorul muntean Gavrilă
- Ferenc Fábián — boier trădător (menționat Fabian Ferencz)
- Costache Diamandi — boier muntean
- Emil Liptac — negustor brașovean
- Sandu Simionică — cerșetorul cu un ochi acoperit
- Vasile Florescu
- Papil Panduru — boier trădător
- Ștefan Velniciuc — Ștefan cel Mare, domnul Moldovei
- Vladimir Găitan — pretendentul la tron Dan, nepotul lui Mircea cel Bătrân
- István Török⁠(hu)[traduceți]  — negustor brașovean (menționat Ștefan Török)
- Siegmund Siegfried — negustor brașovean (menționat Sigismund Ziegfrid)
- Dan Nasta — solul turc
- Dinu Gherasim — Albert, vicecancelarul regal al Ungariei, prepozit al Episcopiei din Agria
- László Miske — boier muntean (menționat Mișke Ladislau)
- Alexandru Demetriad
- Romulus Bărbulescu
- Dan Dobre — boier muntean
- Ion Colan
- Mihai Badiu
- Vlad Rădescu — boierul Radu
- Ionel Lupu (menționat Lupu Ionel)
- Radu Dunăreanu
- Mișu Drăgoi
- Florin Stroe
- Simion Negrilă
- Ion C. Ilie
- Mihai Balaș
- Manea Enache
- Vasile Dinescu
- Ion Rusu
- Gheorghe Stan
- Szabolcs Cseh — Geafar, fiul sultanului
- Andrei Bubulici
- Paul Lavric — comandant militar în oastea lui Vlad Țepeș
- Adrian Ștefănescu — starostele cerșetorilor / militar din garda sultanului
- Dumitru Crăciun — militar din garda sultanului
- Ion Pall — boierul care l-a ucis pe Vladislav al II-lea
- Radu Menelas
- Dumitru Ghiuzelea
- Ilie Vlaicu — boier trădător
- Valer Dellakeza (menționat Valer Delacheza)
- Dumitru Drăgan (menționat Dumitru Dimitrie)
- Remus Mărgineanu — boier trădător
- Paul Novodvorschi
- Ion Polizache
- Ion Focșa
- Cristea Gheorghe
- Aurel Grușevschi

## Producție
Filmul este realizat de Casa de Filme 5 în colaborare cu Ministerul Apărării Naționale în studiourile Centrului Național de Producție Cinematografică București.